# Иннокентий XIII
Инноке́нтий XIII (лат. Innocentius PP. XIII, в миру Пьетро Микеланджело деи Конти, итал. Pietro Michelangelo dei Conti; 13 мая 1655[…], Поли, Папская область — 7 марта 1724[…], Рим) — папа римский с 8 мая 1721 года по 7 марта 1724 года.

## Ранние годы

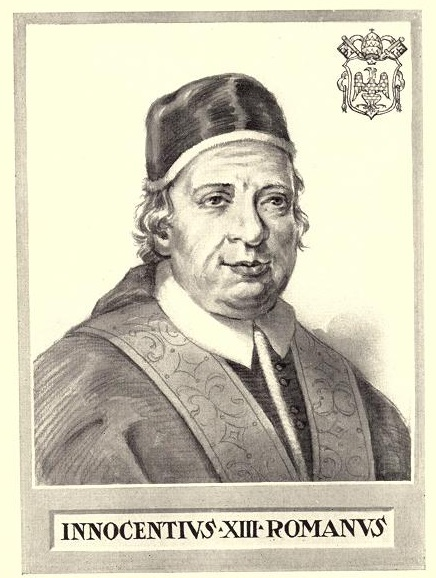
Папа Иннокентий XIII

Микеланджело деи Конти происходил из знаменитого рода, который дал Риму девять пап, в том числе Григория IX, Александра IV и Иннокентия III. Микеланджело родился 13 мая 1655 года в Поли, недалеко от Рима, и был сыном Карло II, герцога Поли. Был воспитанником иезуитов, выполнял различные функции в апостольской нунциатуре. В 1706 году он стал кардиналом-священником. С 1697 по 1710 год он выступал в качестве папского нунция в Португалии, где, как полагают, у него сформировались те неблагоприятные впечатления об иезуитах, которые впоследствии повлияли на его отношение к ним.

## Избрание
После смерти папы Климента XI в 1721 году конклав был призван выбрать нового Папу. 75 голосов кардиналов было подано за Конти. Утром 8 мая 1721 года он был избран. Он взял имя Иннокентия XIII в честь папы Иннокентия III. 18 мая он был торжественно коронован.
В момент избрания папой Конти был уже тяжело болен.

## Папство

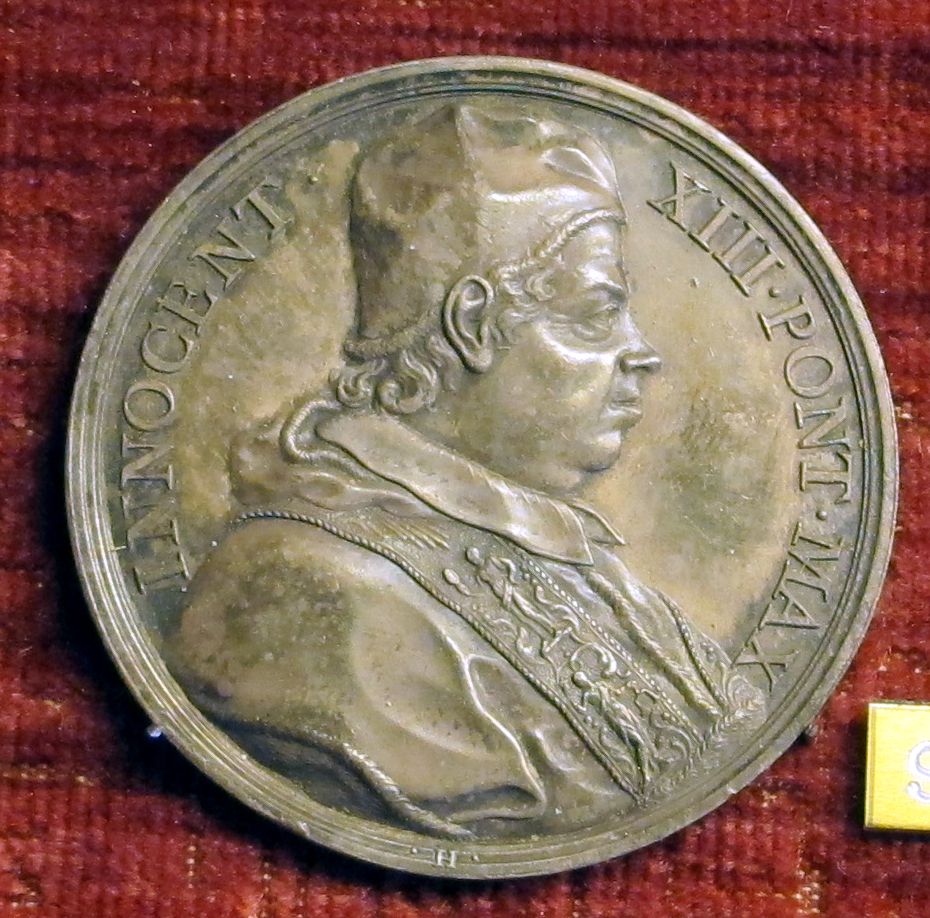
Монета времён Папы Иннокентия XIII

Понтификат Иннокентия был процветающим и сравнительно спокойным.
Иннокентий XIII запретил иезуитам расширять свою миссию в Китае. Французские епископы обратились к нему с ходатайством об отзыве буллы «Unigenitus» с осуждением янсенизма, но папа в этой просьбе отказал.
Иннокентий XIII, как и его предшественник, оказал благосклонность Джеймсу Стюарту, «Старому Претенденту» на британский престол. Двоюродный брат папы, Франческо Мария Конти, стал камергером двора Джеймса в Палаццо Мути в Риме.

## Смерть

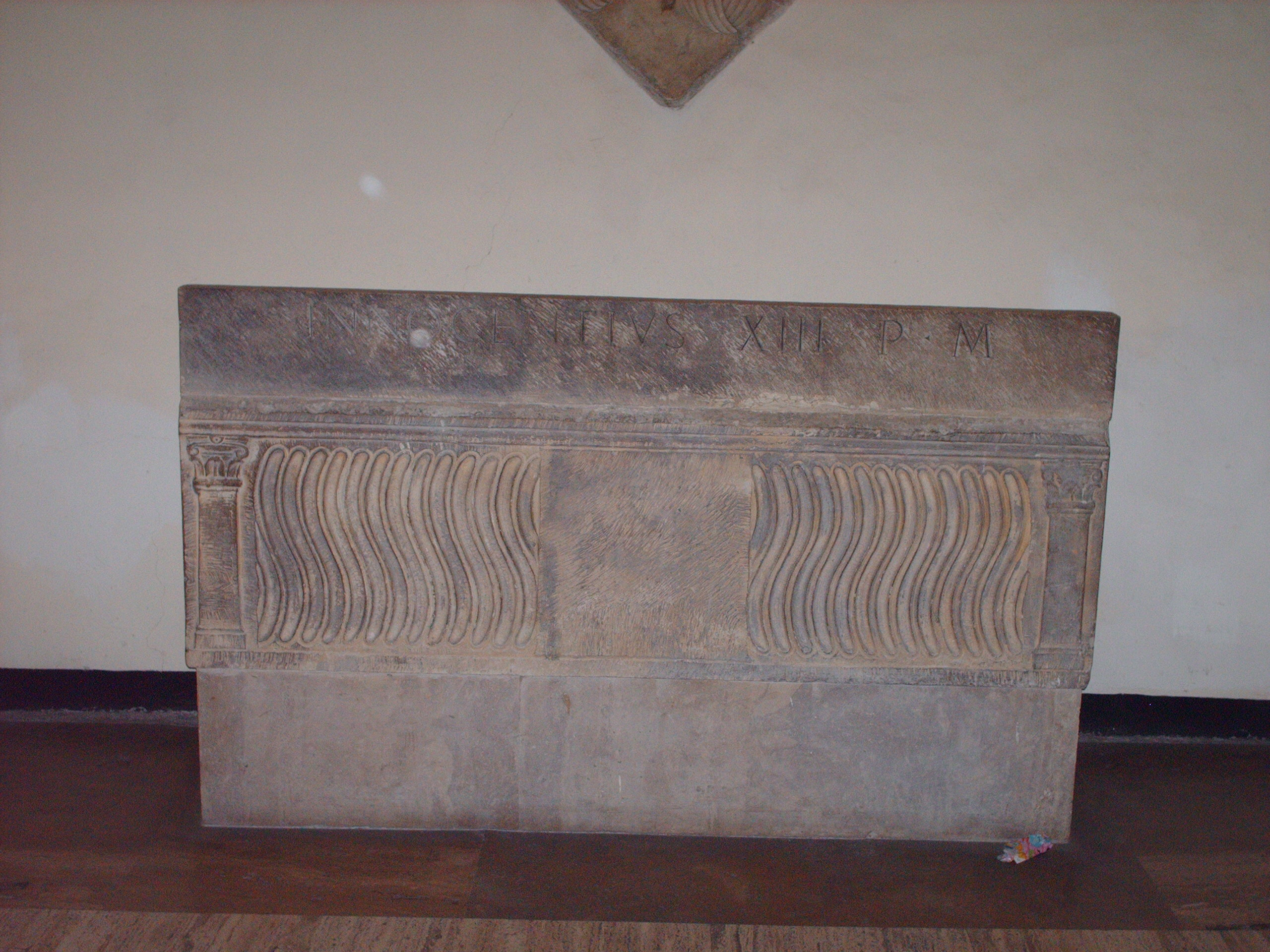
Гробница Иннокентия XIII

Иннокентий XIII заболел в 1724 году. Его мучили грыжи, о которых он не говорил никому, кроме камердинера. Однажды грыжа лопнула и вызвала воспаление и лихорадку. Иннокентий XIII попросил соборования, исповедался и умер 7 марта 1724 года, в возрасте 69 лет. Он был похоронен в Соборе Святого Петра.
Иннокентий XIII был выше среднего роста и крепкого телосложения, со светлыми глазами и большим носом. Он никогда не позволял людям, кроме кардиналов и послов, сидеть в его присутствии, все остальные были обязаны оставаться на коленях или стоя. В 2005 году по случаю 350 лет со дня рождения понтифика жители села, в котором он родился, инициировали беатификацию Иннокентия XIII.